# 古田新太
古田新太（日语：／ Furuta Arata，1965年12月3日—），日本男演員、聲優和DJ，本名古田岳史。神戶市出身，身高173cm，隸屬Ricomotion，藝名中的「新太」來自亡父的名字。

## 簡介
1984年高中畢業後，進入大阪藝術大學藝術學部舞台藝術學科音樂劇課程，後來中途被開除。同年被大學前輩邀請，參演劇團☆新感線的「宇宙防衛軍ヒデマロ」，往後接續在劇團☆新感線演出，並成為其成員。妻子是前藝人西端彌生，二人育有一女。

## 作品
粗體為主演

### 電視劇
- 日曜はダメよ（日语：日曜はダメよ (テレビドラマ)） breeze,1（1993年，日本電視台）：飾 刃物男
- 新・半七捕物帳（日语：新・半七捕物帳） 第11話（1997年，NHK）
- 幻想午夜（日语：幻想ミッドナイト） 破壞之男篇（1997年，朝日電視台）：飾 矢部
- 大搜查線 歲末特別警戒特別篇（日语：踊る大捜査線 歳末特別警戒スペシャル）（1997年，富士電視台）：飾 搶奪解款車的犯人
- 木綿のハンカチ2〜ライトウインズ物語（日语：木綿のハンカチ〜ライトウインズ物語#木綿のハンカチ2〜ライトウインズ物語）（1998年，NHK-BS2）
- 元祿繚亂（1999年，NHK）：飾 山村屋金兵衛
- 燃燒吧！！小露寶（1999年，朝日電視台）：飾 満点さん
- ホステス探偵危機一髪（日语：ホステス探偵危機一髪） 第1作「間違いだらけの連続殺人!」（1999年，TBS）：飾 本間拓郎
- 松本清張特別企画・顔（1999年，TBS）：飾 山岸
- 池袋西口公園（1999年，TBS）：飾 ヘビーE (江頭辰吉)
- 八卦大作戰（日语：ココだけの話） 第10回「別ればなし」（2001年，朝日電視台）
- 愛上大明星（1999年，富士電視台）：飾 牛山護
- Nurse Man（日语：ナースマン）（2002年，日本電視台） 第1話：飾 大河原政義
- 木更津貓眼（2002年，TBS）：飾 オジー (小津裕次郎)
- 東京夜未眠（日语：眠れぬ夜を抱いて）（2002年，朝日電視台）：飾 葛井忠道
- 讓我來拯救地球（日语：眠れぬ夜を抱いて）（2002年，TBS）：飾 涉谷是廣
- HR 第8話（2002年，富士電視台）：飾 田淵喬
- Home & Away（日语：ホーム&アウェイ (テレビドラマ)） 第2話（2002年，富士電視台）：飾 貨車司機
- 戀人狙擊手2（日语：恋人はスナイパー）（2002年，朝日電視台）：飾 八雲九平
- 暴坊將軍 最終回特別篇（2003年，朝日電視台）：飾 黑龍
- 我的老婆是男人（2003年，日本電視台）：飾 田町浩二
- 正義大哥大（日语：クニミツの政）（2003年，關西電視台）：飾 吾妻光明
- 微笑日記（日语：ニコニコ日記）（2003年，NHK）：飾 松本泉
- 曼哈頓愛情故事 第1話（2003年，TBS）：飾 オジー (小津裕次郎)（客串演出）
- 戀愛中姊妹（日语：ハコイリムスメ!）（2003年，關西電視台）：飾 山田十郎太
- 王牌大偵探 第1話（2004年，富士電視台）：飾 シゲ
- 30 minutes（日语：30minutes） 第1話（2004年，東京電視台）
- 新選組！（2004年，NHK）：飾 有馬藤太（日语：有馬藤太）
- 87%（日语：87%）（2005年，日本電視台）：飾 杉山鉱一郎
- 富豪刑事 第8話（2005年，朝日電視台）：飾 大藏健吾
- 虎與龍 第5話（2005年，TBS）：飾 上方まるお
- 離婚女律師2（日语：離婚弁護士） 第2話（2005年，富士電視台）：飾 中村武
- 蜜桃17（2005年，朝日電視台）：飾 福原剛史
- 軽井沢ミステリー（日语：軽井沢ミステリー） 第7作「巣づくり」（2005年，日本電視台）：飾 明石順二
- Primadam（日语：プリマダム）（2006年，日本電視台）：飾 萬田高太郎
- 辣妹掌門人（2006年，日本電視台）：飾 ジェロニモIII世
- 下北Sundays（2006年，朝日電視台）：飾 下馬伸明
- 我們的戰爭（2006年，TBS）：飾 尾島勝利
- 齊藤太太（2008年，日本電視台）：飾 望月正行
- 佐佐木之戰（2008年，TBS）：飾 豬木鐵男
- 夢象成真（日语：夢をかなえるゾウ#テレビドラマ版）「男性成功篇」、「女性幸福篇」（2008年，讀賣電視台）：飾 ガネーシャ
- Oh! My Girl!（2008年，日本電視台）：飾 菅原弘文
- 帥哥麵屋偵探（日语：イケ麺そば屋探偵〜いいんだぜ!〜）（2009年，日本電視台）：飾 池田政彥
- 帥哥麵屋偵探2（日语：イケ麺そば屋探偵〜いいんだぜ!〜）（2009年，日本電視台）：飾 池田政彥
- 不毛地帶（2009年，富士電視台）：飾 蘆田國雄
- 左眼偵探EYE（2010年，日本電視台）：飾 矢田部洋二
- 神南署安積班2（日语：ハンチョウ〜神南署安積班〜） 第5話（2010年，TBS）：飾 柏木陽一
- 不良仔與眼鏡妹（2010年，TBS）：飾 品川宙太
- 失戀保險（日语：四つ葉神社ウラ稼業 失恋保険〜告らせ屋〜）（2011年，讀賣電視台）：飾 戶倉英太郎
- 橫山秀夫懸疑四部曲2 第4夜「一箭之仇」（2011年，WOWOW）：飾 濱名茂
- 勇者義彥和魔王之城 第6、8話（2011年，東京電視台）：飾 盜賊E
- 淺見光彥系列（日语：浅見光彦シリーズ (TBSのテレビドラマ)） 第30作「化生之海」（2011年，TBS）：飾 小林
- 我是影子（2011年，TBS）：飾 十島丈二
- 亂馬1/2（2011年，TBS）：飾 早乙女玄馬
- 鳶（2012年，NHK）：飾 照雲
- 工作大未來—從13歲開始迎向世界（2012年，朝日電視台）：飾 2012年的高野清文
- Resident（日语：レジデント〜5人の研修医）（2012年，TBS）：飾 田淵育男
- 小海女（2013年，NHK）：飾 荒巻太一
- 押忍（日语：押忍!!ふんどし部!#テレビドラマ）（2013年，神奈川電視台）：飾 車前輩
- 被搞錯的男人（日语：間違われちゃった男）（2013年，富士電視台）：飾 澤木裕次郎／本宮照夫
- 顫抖的牛（日语：震える牛#テレビドラマ）（2013年，WOWOW）：飾 八田富之
- 齊藤太太2（2013年，日本電視台）：飾 望月正行
- 隱蔽搜查（日语：隠蔽捜査 (テレビドラマ)#TBS版）（2014年，TBS）：飾 伊丹俊太郎
- 押忍2（日语：押忍!!ふんどし部!#テレビドラマ）（2014年，神奈川電視台）：飾 車前輩
- 漫長的告別（2014年，NHK）：飾 上井戸讓治
- Border（2014年，朝日電視台）：飾 赤井
- 信長協奏曲（2014年，富士電視台）：飾 松永久秀
- Doctor X 3（2014年，朝日電視台）：飾 富士川清志郎
- 限界集落株式會社（日语：限界集落株式会社#テレビドラマ） 第4話（2015年，NHK）：飾 南部貓助
- 暗黑伴走者（日语：闇の伴走者#テレビドラマ）（2015年，WOWOW）：飾 醍醐真司[2]
- 危機之神（2015年，富士電視台）：飾 種子島敏夫
- 少爺（2015年，富士電視台）：飾 山嵐[3]
- 黑色樹海（日语：黒い樹海#2016年版）（2016年，朝日電視台）：飾 佐敷泊雲
- 當家姐姐（2016年，NHK）：飾 赤羽根憲宗
- 月薪嬌妻（2016年，TBS）：飾 沼田頼綱
- 警視廳 印尼炒飯課（日语：警視庁 ナシゴレン課）（2016年，朝日電視台）：飾 石鍋幹太[4]
- 獄門島（2016年，NHK BS Premium）：飾 鬼頭儀兵衛
- 我們做了（2017年，關西電視台）：飾 輪島宗十郎
- 下北澤Die Hard（2017年，東京電視台）：飾 ジョン幕練
- 民眾之敵（2017年，東京電視台）：飾 犬崎和久[5]
- 我的裙子、去哪了?（2019年4月20日、日本電視台）：飾 原田信男
- 半澤直樹（2020年版）：飾 三笠洋一郎
- 月薪嬌妻 新春SP（2021年，TBS）：飾 沼田賴綱
- 我的可愛已經快到有效期限!?（2022年，朝日電視台）：飾 おっさん
- 多龍芝（2022年，WOWOW）：飾 軍澤
- 忍者結婚很難（2023年，富士電視台）：飾 月乃龍兵
- 怎麼辦家康（2023年，NHK）：飾 足利義昭
- 刑警與檢察官，有時是法官。（2023年，朝日電視台）：飾 江戶一
- Fixer Season3（2023年，WOWOW）：飾 大貫英一
- 隔壁的護佐姐姐（2024年，日本電視台）：飾 火神郁男
- 不合適也要有個限度！（2024年，TBS）：飾 犬島ゆずる
- Monster（2024年，關西電視台・富士電視台）：飾 粒來春明
- 大長今（待播，WOWOW・MBC）：飾 姜德久

### 網路劇
- 我們離婚吧（2023年，Netflix）：飾 石原亨利K

### 電影
- 極道の妻たち 赫い絆（日语：極道の妻たち）（1995年）：飾 後藤信治
- 常盤莊的青春（日语：トキワ荘の青春）（1996年）：飾 森安直哉（日语：森安なおや）
- Atlanta Boogie（日语：アトランタ・ブギ）（1996年）：飾 松本
- 垃圾食物（ジャンク・フード，Junk Food）（1998年）：飾 橫山
- 郡上一揆（日语：郡上一揆 (映画)）（2000年）：飾 喜四郎
- 恋に唄えば♪（日语：恋に唄えば♪）（2002年）：飾 長老
- 忍風戰隊颶風者 颼 颼！The Movie（2002年）：飾 宇宙忍猿ヒザール/ 合体宇宙忍猿アシュラザール（配音）
- 魔界轉生（2003年）：飾 胤舜
- V6向前衝（日语：ハードラックヒーロー）（2003年）
- 木更津貓眼 日本系列（日语：木更津キャッツアイ 日本シリーズ）（2003年）：飾 オジー (小津裕次郎)
- 昭和歌謠大全集（日语：昭和歌謡大全集 (映画)）（2003年）：飾 サカグチ
- 解夏（日语：解夏#映画）（2004年）：飾 清水博信
- 戀人狙擊手（日语：恋人はスナイパー）（2004年）：飾 八雲九平
- 斑馬人（日语：ゼブラーマン）（2004年）：飾 駄菓子屋店主
- クリスマス・クリスマス（2004年）：飾 杉沢ゲン
- 深夜裡的彌次先生和喜多先生（日语：真夜中の弥次さん喜多さん）（2005年）：飾 清水次郎長
- V6衝衝衝（日语：ホールドアップダウン）（2005年）：飾 前田巡查長
- 東京喪屍（日语：東京ゾンビ#映画）（2005年）：飾 石原
- 天才搶匪盜轉地球（2006年）：飾 田中
- 花之武者（日语：花よりもなほ）（2006年）：飾 貞四郎
- 東京朋友（日语：東京フレンズ）（2006年）：飾 和田岳志
- 木更津貓眼 世界系列（日语：木更津キャッツアイ ワールドシリーズ）（2006年）：飾 オジー (小津裕次郎)
- 該隱的末裔（日语：カインの末裔 (映画)）（2007年）：飾 毛
- 1303號室（日语：1303号室）（2007年）：飾 櫻井刑事
- 那年夏天，我、洋子還有老爸（日语：サイドカーに犬）（2007年）：飾 近藤誠
- HERO（2007年）：飾 鄉田秀次
- 功夫小子（2007年）：飾 CMタレント
- 黃金公主：敵中突破（2008年）：飾 人買い
- 小森生活向上俱樂部（日语：小森生活向上クラブ）（2008年）：飾 小森正一
- 20世紀少年 第2章 最後的希望（2009年）：飾 春波夫
- 20世紀少年 最終章 我們的旗幟（2009年）：飾 春波夫
- 海邊旅館（日语：シーサイドモーテル）（2010年）：飾 太田勝俊
- 十三刺客（2010年）：飾 佐原平藏
- 每日媽媽（2011年）：飾 ゴンゾ
- 忍者亂太郎（2011年）：飾 飯堂靚姑
- 再生物語（日语：スープ〜生まれ変わりの物語〜）（2012年）：飾 近藤一
- たとえば檸檬（2012年）
- ゲキ×シネ「シレンとラギ」（2013年）：飾 キョウゴク
- ゲキ×シネ「Zipang Punk 五右衛門ロックIII」（2014年）：飾 石川五右衛門
- 颱風一家（日语：台風一家）（2014年）：飾 森國義
- 愚人節（日语：エイプリルフールズ）（2015年）：飾 漢堡包店店長
- 信長協奏曲（2016年）：飾 松永久秀
- Too Young to Die（日语：TOO YOUNG TO DIE! 若くして死ぬ）（2016年）：飾 えんま校長[6]
- 真·哥斯拉（2016年）：飾 澤口龍彥[7]
- 超高速！參勤交代 Returns（2016年）：飾 大岡忠相[8]
- 土龍之歌 香港狂騷曲（日语：土竜の唄#土竜の唄 香港狂騒曲）（2016年）：飾 櫻罵百治

### 舞台劇

#### 劇團☆新感線
- 宇宙防衛軍ヒデマロ（1984年）
- ヒデマロ2～銀河烈風斎の逆襲（1985年）
- 阿修羅城之瞳 Blood Gets in Your Eyes（日语：阿修羅城の瞳）（1987年）：飾 病葉出門
- 宇宙防衛軍ヒデマロ3～キルファー ライジング（1988年）
- ヒデマロ4～逆襲のビリィ（1989年）
- 仮名絵本西遊記（1989年）
- スサノオー神の剣の物語（1989、1990年）
- 髑髏城的七人（日语：髑髏城の七人）（1990 - 1991、1997年）：飾 捨之介／天魔王
- 宇宙防衛軍ヒデマロⅤ～完結篇～（1990年）
- 仮名絵本西遊記 「烈風魔界天竺篇」、「直撃転法輪大逆転篇」（1991年）
- ゴローにおまかせ（1992年）
- 地獄の軍団 ゴローにおまかせ2（1993年）
- 古田新太之丞・東海道五十三次地獄旅〜ハヤシもあるでヨ！〜（1994年）
- スサノオ～武流転生（1994年）
- ゴローにおまかせ3～後ろから前から（1995年）
- BEAST IS RED～野獣郎見参!（1996年）
- 花の紅天狗（1996年）
- SUSANOH～魔性の剣（1998年）
- PSY U CHIC―西遊記～仮名絵本西遊記より～（1999年）
- 直撃!ドラゴンロック2・轟天大逆転 ～九龍城のマムシ（1999年）
- 古田新太之丞東海道五十三次地獄旅〜踊れ!いんど屋敷〜（2000年）
- 野獣郎見参〜BEAST IS RED（2001年）
- 大江戶火箭（2001年）：飾 錠前屋的銀次郎
- 七芒星（2002年）
- レッツゴー!忍法帖（2003 - 2004年）
- 髑髏城的七人 アカドクロ（日语：髑髏城の七人）（2004年）：飾 捨之介／天魔王
- 吉原御免状（2005年）
- 朧の森に棲む鬼（2007年）
- 五右衛門ロック（2008年）
- 蜉蝣峠（2009年）
- 薔薇とサムライ〜GoemonRock OverDrive（2010年）
- 鋼鉄番長（2010年）
- シレンとラギ（2012年）
- ZIPANG PUNK〜五右衛門ロックⅢ（2012年）
- 五右衛門 VS 轟天（2015年）
- 亂鶯（2016年）
- 修羅天魔（2018年）

#### 其他
- Vamp Show（日语：ヴァンプ・ショウ）（1992年）：飾 丹下和美
- トランス（1996年）
- 下北ビートニクス（1996年）
- キル（日语：キル）（1997年）：飾 結髪
- こどもの一生（1998年）
- パンドラの鐘（1999年）
- 真情あふるる軽薄さ（日语：真情あふるる軽薄さ）（2001年）
- Slapsticks（2003年）
- 欲望号街车（2003年）
- 鈍獣（日语：鈍獣）（2004年）：飾 江田
- 走れメルス（2004 - 2005年）
- 贋作 罪と罰（2005 - 2006年）
- 藪原検校（日语：藪原検校）（2007年）
- 禿禿祭（2007年）
- 犯さん哉（2007年）
- 49日後…（2008年）
- 印獣（2009年）
- ザ・キャラクター（2010年）
- たいこどんどん（2011年）
- 奥様お尻をどうぞ（2011年）
- 万獣こわい（2014年）
- ヒトラー、最後の20000年〜ほとんど、何もない〜（2016年）

### 電視動畫
- 火龍小武士（1998 - 1999年）：飾 嘎米嘎米魔王
- ONE PIECE “3D2Y” 跨越艾斯之死! 魯夫與夥伴的誓言（2014年）：飾 班迪·瓦爾德
- 深夜！天才傻鵬（2018）：飾 傻鵬的爸爸

### 劇場版動畫
- 隔壁的山田君（1999年）：飾 暴走族
- Ghiblies episode2（2002年）：飾 老奧
- 宇宙海賊哈洛克（2013年）：飾 ヤッタラン[9]
- ONE PIECE FILM GOLD（2016年）：飾 肯特牛肉二世／豬肉[10]
- 黑貓魯道夫（日语：ルドルフとイッパイアッテナ）（2016年）：飾 デビル[11]
- 午睡公主～不為人知的故事～（2017年）：飾 渡邊一郎[12]
- 寵物小精靈劇場版：就決定是你了！（2017年）：飾 梵爺

### 遊戲
- 第二國度 漆黑的魔導士（2010年）：飾 シズク

### 電台節目
- MBS Young Town週六版（日语：MBSヤングタウン#土曜日）（1990 - 1991年，每日放送）
- 古田新太的All Night Nippon（日语：古田新太のオールナイトニッポン）（1991 - 1992年，日本放送）
- MBS Young Town週三版（日语：MBSヤングタウン#水曜日）（1991 - 1993年，每日放送）
- V Jump海賊Station（日语：Vジャンプ海賊ステーション）（1991 - 1994年，日本放送）
- 古田新太と犬山犬子のサンデーおちゃめナイト（日语：古田新太と犬山犬子のサンデーおちゃめナイト）（1991 - 1997年，日本放送）
- 青春Adventure廣播劇 侏羅紀公園（日语：青春アドベンチャー ジュラシック・パーク）（1993年，NHK-FM頻率）：飾 ジェナーロ
- 青春Adventure廣播劇 くたばれ! ビジネスボーグ（日语：青春アドベンチャー くたばれ! ビジネスボーグ）（1993年，NHK-FM頻率）：飾 後藤
- 青春Adventure廣播劇 Virtual Girl（日语：青春アドベンチャー ヴァーチャル・ガール）（1994年，NHK-FM頻率）：飾 アーノルド／旁白
- 青春Adventure廣播劇 BANANA・FISH（日语：青春アドベンチャー BANANA・FISH）（1995年，NHK-FM頻率）：飾 ブランカ
- 夜な夜なニュースいぢり X-Radio バツラジ（日语：夜な夜なニュースいぢり X-Radio バツラジ）（2003 - 2004年，TBS廣播）
- ブジオ!（日语：ブジオ!）（2005 - 2006年，TBS廣播）
- ふるチン（日语：ふるチン）（2006 - 2007年，TBS廣播）
- 脳みそのお値段〜古田新太の特許の花道（日语：脳みそのお値段〜古田新太の特許の花道）（TBS廣播）

### 綜藝節目
- 現代用語的基礎體力（日语：現代用語の基礎体力）（1989 - 1990年，讀賣電視台）
- ムイミダス（日语：ムイミダス）（1990 - 1991年，讀賣電視台）：飾 波良野アラタ
- 未確認飛行ぶっとい（日语：未確認飛行ぶっとい）（1991年，讀賣電視台）
- ヤマタノオロチ2（1991 - 1992年，富士電視台）
- ホレゆけ!スタア☆大作戦（日语：ホレゆけ!スタア☆大作戦）（2007 - 2008年）：飾 池田政彦
- Mannigen（日语：MANNINGEN）（2007 - 2009年，富士電視台）
- 東京號泣教室（日语：東京号泣教室 〜ROAD TO 2020〜）（2013 - 2015年）：飾 池田政彦
- 深東京コネクション〜新宿3丁目界隈〜（2014年，NHK BS Premium）
- TUNNELS的託大家的福 博士與助手（日语：博士と助手〜細かすぎて伝わらないモノマネ選手権〜）環節（2014-2015年，富士電視台）
- 關JAM 完全燃SHOW（2015年 - ，朝日電視台）
- フルタ家の不思議なテレビ（NHK）

### 廣告
- Life（日语：ライフカード） カードの切り方が人生だ、クリスマス、つづきはwebへ a X'mas night篇（2005年）
- NTT東日本（日语：東日本電信電話）「Flet's（日语：フレッツ）」（2006 - 2007年）
- 大和証券（2007年）
- 樂天制菓（日语：ロッテ）「Spash」（2008年）
- 樂敦製藥「モアストレッチ錠」（2010年）
- 朝日飲料「Wonda（日语：WONDA）」（2011年）
- 札幌啤酒「サッポロ生ビール黒ラベル（日语：サッポロ生ビール黒ラベル）」（2012年）
- 大和House（日语：大和ハウス工業）（2013年）
- Kagome「野菜一日これ一本」（2013 - 2014年）
- NTT DOCOMO（2012、2014年）
- 麒麟啤酒「一番搾り シングルモルト（日语：キリン一番搾り生ビール#シリーズ商品）」（2016年）
- 軟銀（2017年）

## 獎項
- 2003年 第37回日劇學院賞最佳男配角（我的老婆是男人）
- 2010年 第45回紀伊國屋演劇賞（日语：紀伊國屋演劇賞）個人賞
- 2021年 第43回橫濱電影節最佳男主角（空白）
- 2022年 大阪電影節最佳男主角得主（空白）
- 2022年 第31回日本電影影評人大獎（空白）